# Большой Куйген
Большой Куйген (каз. Үлкенкүйген) — село в Курмангазинском районе Атырауской области Казахстана. Входит в состав Дашинского сельского округа. Код КАТО — 234653200.

## Население
В 1999 году население села составляло 202 человека (100 мужчин и 102 женщины). По данным переписи 2009 года, в селе проживали 242 человека (121 мужчина и 121 женщина).